# Диас, Рикардо Гастон
Рикардо Гастон Диас (исп. Ricardo Gastón Díaz; родился 13 марта 1988 года, Буэнос-Айрес, Аргентина) — аргентинский футболист, полузащитник клуба «Атлетико Сан-Тельмо». Выступал за сборную Аргентины.

## Клубная карьера
Диас начал карьеру в клубе «Велес Сарсфилд». В 2008 году он дебютировал в аргентинской Примере. В составе «Велеса» Рикардо дважды стал чемпионом Аргентины. В начале 2012 года Диас на правах аренды перешёл в «Ланус». 11 февраля в матче против «Сан-Лоренсо» он дебютировал за новую команду. Летом 2013 года Рикардо перешёл в «Химнасию» из Ла-Платы. 4 августа в матче против «Ривер Плейт» он дебютировал за новый клуб. 16 февраля в поединке против «Ньюэллс Олд Бойз» Диас забил свой первый гол за «Химнасию».
Летом 2014 года Рикардо перешёл в «Расинг» из Авельянеды. 10 августа в матче против «Дефенса и Хустисия» он дебютировал за новую команду. 30 ноября в поединке против «Росарио Сентраль» Диас забил свой первый гол за «Расинг». В своём дебютном сезоне он в третий раз стал чемпионом страны.
Летом 2017 года Рикардо вернулся в «Велес Сарсфилд».

## Международная карьера
В 2011 году в товарищеском матче против сборной Венесуэлы Диас дебютировал за сборную Аргентины.

## Достижения
Командные
 «Велес Сарсфилд»
- Чемпионат Аргентины по футболу — Клаусура 2009
- Чемпионат Аргентины по футболу — Клаусура 2011

 «Расинг» (Авельянеда)
- Чемпионат Аргентины по футболу — 2014